# Menasagere, Maddur
Menasagere là một làng thuộc tehsil Maddur, huyện Mandya, bang Karnataka, Ấn Độ.